# 加納駅 (岐阜県)
加納駅（かのうえき）は、岐阜県岐阜市竜田町九丁目にある、名古屋鉄道（名鉄）名古屋本線の駅である。駅番号はNH59。普通列車のみが停車する。

## 歴史
1914年に安良田町駅として開業した当時は現在の名鉄岐阜駅寄りに広江駅があった。広江駅は特急列車停車駅であったが、安良田町駅が休止期間を経て設備を一新して加納駅（2代目）として復活すると普通停車駅に格下げされ、1968年に廃止された。
1990年以前は準急が停車していた。その後、1997年から1999年まではJR岐阜駅南口が整備されたことに対抗し、昼間に本線系統の急行の一部が停車していたが取り止めとなった。また、2003年までは朝夕の一部の急行（夜間の豊川稲荷駅発着の列車など）があったが、同年のダイヤ改正により消滅した。

### 駅名
この地域でかつて「加納駅」を名乗っていた駅が当駅改称前に2例存在した。一つは1887年に開業した官設鉄道（現・東海道本線）の駅で、翌年に岐阜駅に改称された（駅の位置も現在地とは異なる）。もう一つは1914年に開業した美濃電気鉄道笠松線（現・名古屋本線）の駅で、新岐阜駅 - 広江駅間に存在したが1942年4月1日以前に廃止された。名鉄の加納駅としてはこの駅が初代であり、現在の加納駅は2代目に当たる。

### 連続立体交差事業
岐南駅から名鉄岐阜駅までの約2.9kmにおいて、連続立体交差事業が計画されている。
岐南駅から加納駅にかけては13箇所もの踏切があることから抜本的な対策が求められてきており、既に1999年（平成11年）には国が着工準備を採択していた。この事業では高架化と同時に当駅と茶所駅の間にある急カーブを解消する為に線形を変更するとともに、当駅と茶所駅を統合するとしており、2007年までに近隣との協議など調整を終了しているものの、一体的に実施される他の事業（名鉄岐阜駅改築など）の進捗が遅れている影響で、着工準備の採択から20年が経過してもなお現状のままで着工はなされていないが、手続きは進められている。2017年5月に、都市計画原案についての地元説明会を実施。2019年11月19日には、岐阜県と岐阜市、名古屋鉄道が相互協力の覚書を締結した。2020年1月の都市計画手続き地元説明会と都市計画案縦覧を経て、岐阜市都市計画審議会での審議と県・市協議を経て、同年3月30日に都市計画決定をした。その後、国の事業認可を経て、早期の着工を目指すとしている。ただ、高架化工事に伴い立ち退きが必要となる住宅などが約200戸もあるため着工時期の見通しは立っていないものの、事業期間は15年から20年を見込んでいる。
2022年（令和4年）2月28日に岐阜県、岐阜市、名鉄を事業主体とする岐南 - 名鉄岐阜間の高架化の計画について国から事業認可が下り、連続立体交差事業に着手した。

### 年表
- 1914年（大正3年）6月2日 - 美濃電気軌道により安良田町駅として開業する。
- 1944年（昭和19年） - 営業を休止する。
- 1958年（昭和33年）1月10日 - 加納駅として営業を再開する。
- 1985年（昭和60年）2月16日 - 無人化[9]。
- 1990年（平成2年）10月29日 - ダイヤ改正により準急が廃止され、準急停車駅ではなくなる。
- 1992年（平成4年）12月25日 - 無人駅案内システム使用開始[10]。
- 2011年（平成23年）2月11日 - ICカード乗車券「manaca」供用開始。
- 2012年（平成24年）2月29日 - トランパス供用終了。

## 駅構造
6両編成対応の島式ホーム1面2線を持つ地上駅。駅集中管理システム（管理駅は名鉄岐阜）が導入された無人駅である。改札口はホームの名鉄一宮寄りにある構内踏切を渡ったところに1箇所あり、付近には自動券売機（通勤manaca定期券（新規・継続）および通学manaca定期券（継続のみ）の購入も可能。ただし、名鉄ミューズカードでの決済は7:00～22:00の間に限られる。）及び自動精算機（ICカードのチャージ等も可能）を1台ずつ備えている。
当駅 - 旧広江駅跡付近の線形は概ね直線状であるが、当駅を挟んだ茶所駅付近から名鉄岐阜駅間の大局的な線形は、急曲線を含むS字状となっている。カーブが連続するのと当駅が島式ホームで前後の線路が曲がっている関係上、通過列車の速度は55km/h程度である。

### のりば
| 番線 | 路線          | 方向 | 行先                           |
| ---- | ------------- | ---- | ------------------------------ |
| 1    | NH 名古屋本線 | 下り | 名鉄岐阜ゆき                   |
| 2    | NH 名古屋本線 | 上り | 名鉄一宮・名鉄名古屋・金山方面 |

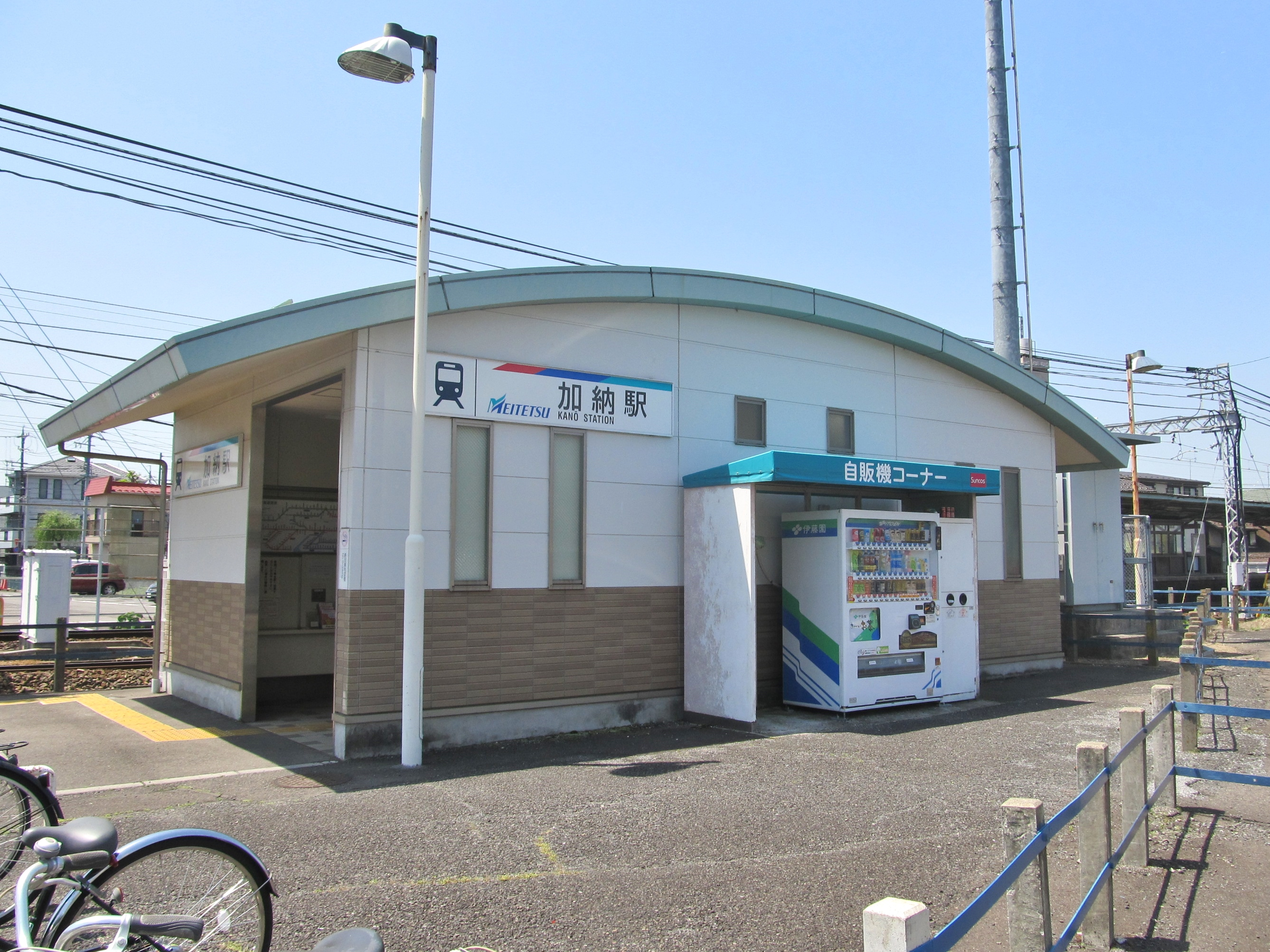
駅舎
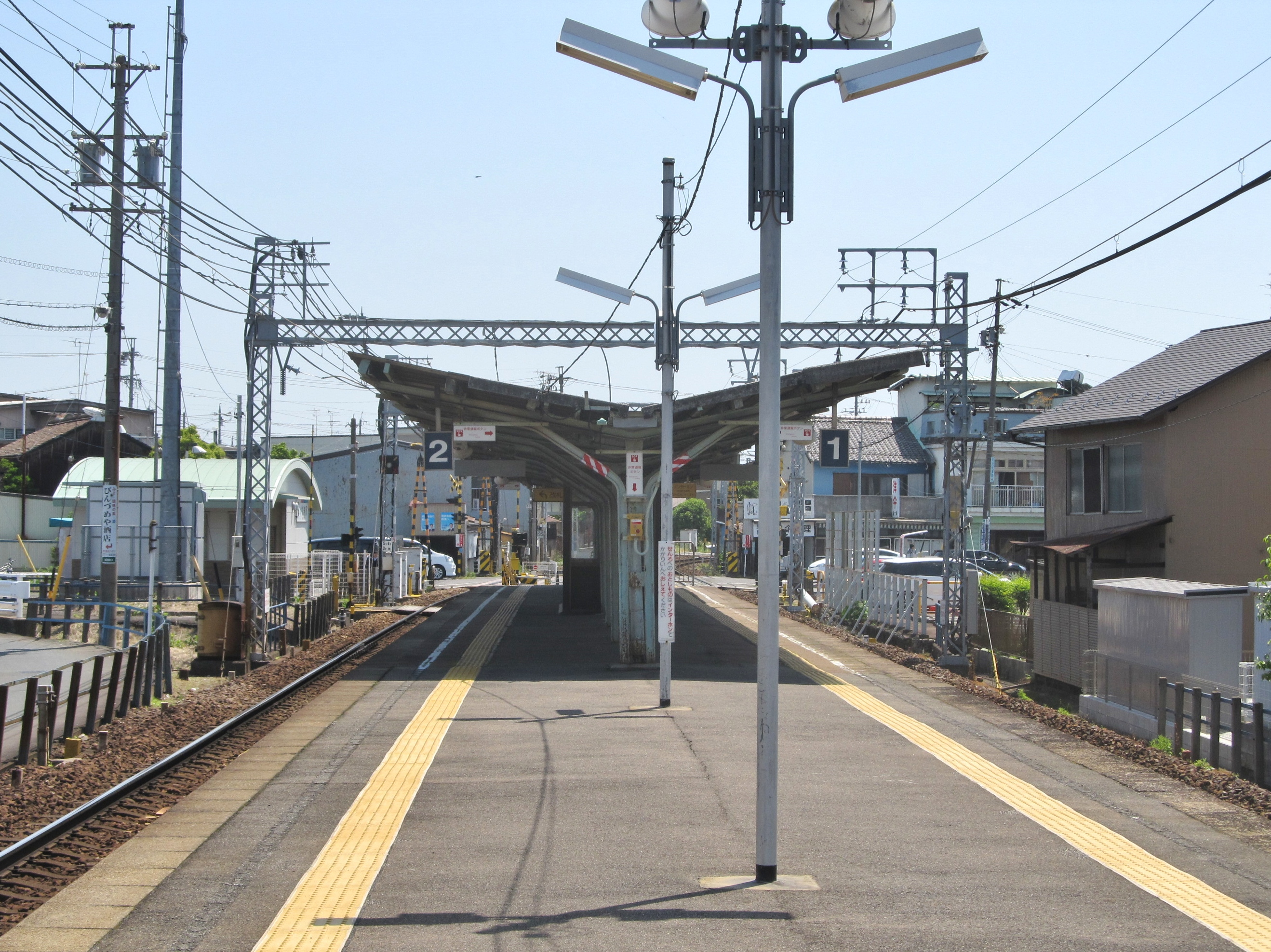
プラットホーム
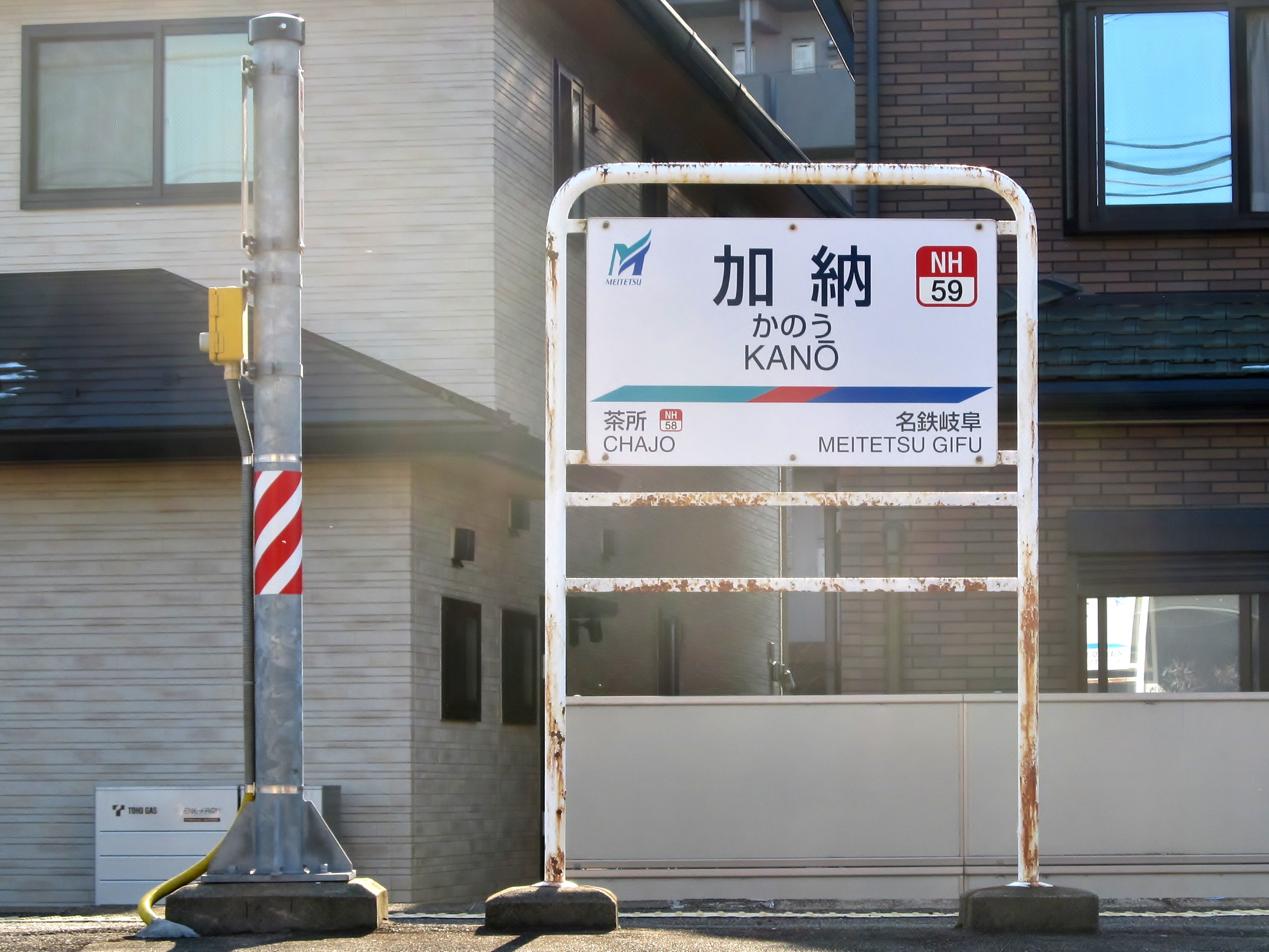
駅名標

### 配線図
| ← 一宮・ 名古屋方面 | 加納駅 構内配線略図 | → 名鉄岐阜駅 |
| 凡例 出典:          |                     |              |

## 利用状況
- 「移動等円滑化取組報告書」によると、2023年度の1日平均乗降人員は403人である[1]。
- 『名鉄120年：近20年のあゆみ』によると2013年度当時の1日平均乗降人員は530人であり、この値は名鉄全駅（275駅）中258位、名古屋本線（60駅）中58位であった[15]。
- 『名古屋鉄道百年史』によると1992年度当時の1日平均乗降人員は251人である。この値は、現在は廃線となった名鉄岐阜市内線均一運賃区間内各駅（岐阜市内線・田神線・美濃町線徹明町駅 - 琴塚駅間）を除く名鉄全駅（342駅）中306位、名古屋本線（61駅）中60位であった[16]。

名鉄社史および移動等円滑化取組報告書による一日平均乗降人員の推移は以下の通りである。
| 年度               | 一日平均 乗降人員 | 備考   |
| ------------------ | ----------------- | ------ |
| 1992（平成04）年度 | 251               | [ 16 ] |
| …                  |                   |        |
| 2013（平成25）年度 | 530               | [ 15 ] |
| …                  |                   |        |
| 2019（令和元）年度 | 506               | [ 17 ] |
| 2020（令和02）年度 | 414               | [ 18 ] |
| 2021（令和03）年度 | 410               | [ 19 ] |
| 2022（令和 4）年度 | 386               | [ 20 ] |

名古屋本線の駅では最も利用客が少ない。また、隣の茶所駅との駅間距離は0.4kmで、名鉄では最短であり、岐阜県と岐阜市および名鉄は、連続立体交差事業の際に当駅および茶所駅を廃止して統合駅を新設する予定である（#連続立体交差事業で詳述）。

## 駅周辺
駅前に比較的広い駐輪場がある。
駅周辺は住宅街である。なお、岐阜大学教育学部附属小学校・中学校の最寄り駅だが、隣の茶所駅からでも所要時間に大差はない。
駅の東側に岐阜東通り（岐阜県道1号岐阜南濃線）の踏切が設置されている。
- 十六銀行 東加納出張所
- スーパーマーケットバロー加納店

## 路線バス
駅を出て踏切を渡り、交差点を右折したところに、岐阜バスの加納駅前バス停が存在する。
- 松籟加納線
  - 岐阜市役所・長良橋経由、松籟団地行き
  - 下川手行き
  - 東川手行き
  - 岐南町役場経由、岐南営業所行き
  - 東川手経由、岐南営業所行き
- 岐南町線
  - 岐阜市役所・長良橋・さぎ山東・正木北経由、岐阜大学病院行き
  - 領下経由、岐南町三宅行き
- 尾崎団地線
  - 北一色・岐阜県総合医療センター・尾崎バスターミナル経由、諏訪山団地・各務原高校行き
- 北方河渡線
  - 岐阜市民病院・鏡島精華3丁目・河渡・北方バスターミナル経由、芝原6丁目行き

## 隣の駅
名古屋鉄道
NH 名古屋本線
□ミュースカイ・□快速特急・■特急・□快速急行・■急行・■準急
通過
■普通
茶所駅（NH58） - 加納駅（NH59） - 名鉄岐阜駅（NH60）
かつては当駅 - 名鉄岐阜駅間に広江駅、初代加納駅が存在した。